# 克莱尔城
克莱尔城（法語：La Ville-aux-Clercs，法語發音：[la vil o klɛʁ]）是法国卢瓦-谢尔省的一个市镇，位于该省西北部，属于旺多姆区。

## 地名
该地名“La Ville-aux-Clercs”发音为[la vil o klɛʁ]，末尾字母“cs”不发音，《世界地名翻译大辞典》与《世界地名译名词典》将其误译作“克莱克城”。

## 地理
克莱尔城（47°55'6"N, 1°5'6"E）面积26.61 平方千米，位于法国中央-卢瓦尔河谷大区卢瓦-谢尔省，该省份为法国中北部省份，北起厄尔-卢瓦省，东北接卢瓦雷省，东南接谢尔省，南至安德尔省，西南接安德尔-卢瓦尔省，西北接萨尔特省。
与克莱尔城接壤的市镇（或旧市镇、城区）包括：比斯卢、绍维尼迪佩尔什、当泽、方丹拉乌勒、利勒、拉阿尔、罗米伊、圣伊莱尔-拉格拉韦勒。
克莱尔城的时区为UTC+01:00、UTC+02:00（夏令时）。

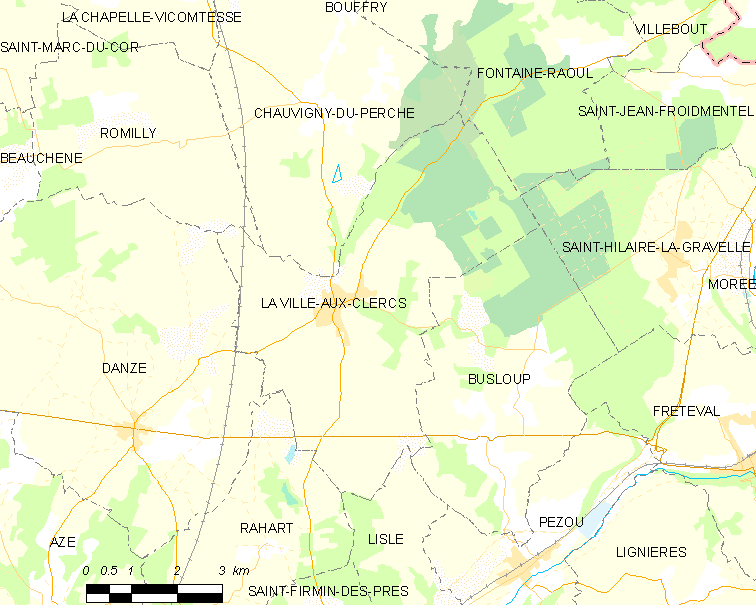
克莱尔城的OSM定位图

## 行政
克莱尔城的邮政编码为41160，INSEE市镇编码为41275。

## 政治
克莱尔城所属的省级选区为佩尔什县。

## 人口

1962-2008年间克莱尔城人口变化图示

克莱尔城于2022年1月1日时的人口数量为1223人。